# Rhinopsephus apicalis
Rhinopsephus apicalis – gatunek chrząszcza z rodziny sprężykowatych.
Owad osiąga długość 8,5-10 mm.
Jest to ciemnobrązowy chrząszcz o przedtułowiu i przednich ⅔ skrzydeł jasnych, na przedpleczu obserwuje się ciemnobrązowy pas ułożony podłużnie, szerszy od przodu. Ciało pokrywa umiarkowanie długie, gęste owłosienie. Na grzbietowej stronie ciała przyjmuje ono kolor powłoki, na brzusznej zaś jest białawe.
Cechuje się on łódkowatym, wypukłym (choć lekko wklęsłym przy przednim brzegu) czołem, którego długość przewyższa szerokość. Jego przedni brzeg określa się jako wydatny, szeroki i zaokrąglony. Ząbkowane u samca, a jeszcze bardziej u samicy czułki składają się z jedenastu segmentów. Podstawa nie dorównuje wielkością oku. Drugi segment ma kształt okrągły, trzeci zaś, o trójkątnym kształcie, jest krótszy od następnego. Ostatni jest eliptyczny. Począwszy od trzeciego w górę segmenty te noszą ostrogi. Labrum o długich setach przyjmuje kształt półeliptyczny. Żuwaczki są potężnie zbudowane. Krótkie pośrodkowe sety tworzą penicillius. Wypukłe przedplecze jest dłuższe, niż szersze. Samiec posiada wydłużony i szeroki Aedagus (o krótkiej części podstawnej).
Na goleniach widnieją bardzo małe ostrogi. Scutellum jest wydłużone, posiada tylny brzeg zaokrąglony.
Badany materiał pochodził z Kamerunu i Sierra Leone.